# Phyllonoma ruscifolia
Phyllonoma ruscifolia là một loài thực vật có hoa trong họ Phyllonomaceae. Loài này được Willd. ex Roem. & Schult. miêu tả khoa học đầu tiên năm 1820.

## Hình ảnh

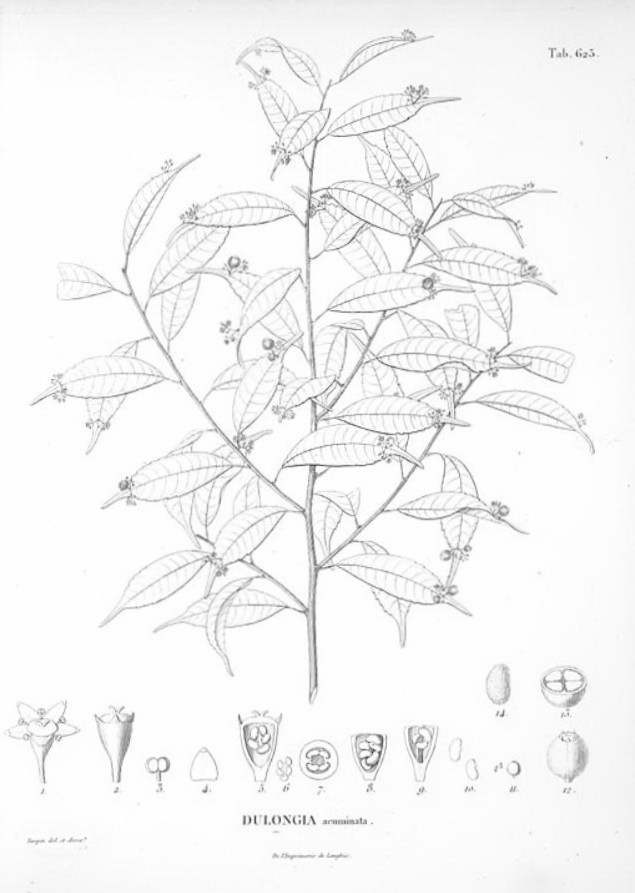
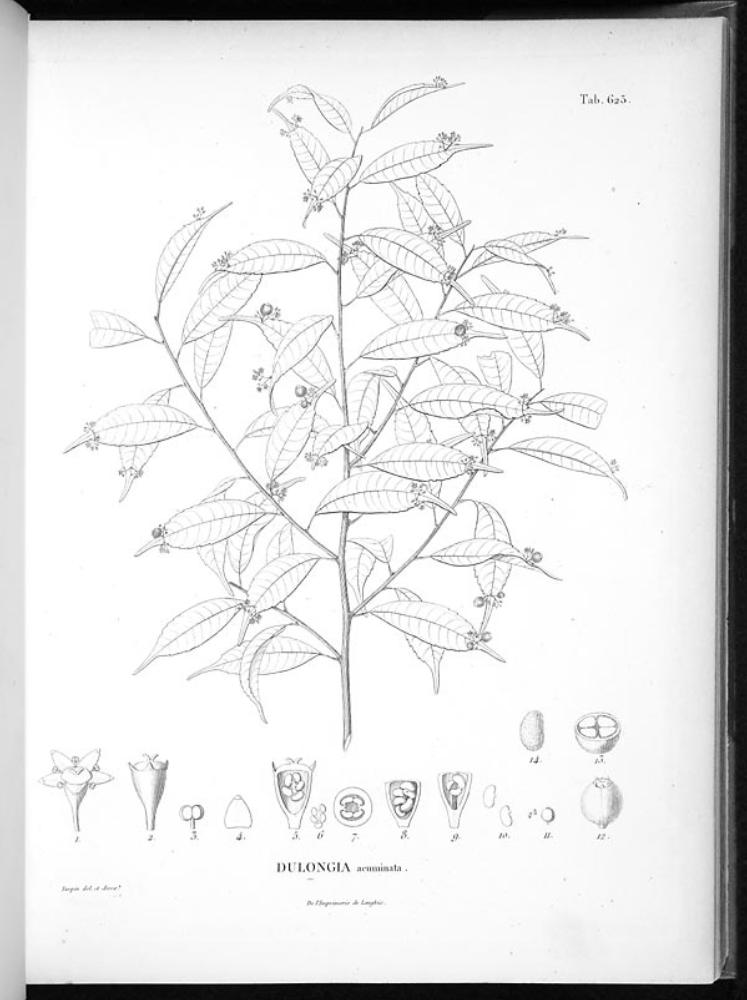